# Старые Уруссу
Ста́рые Уруссу́ (тат. Иске Урыссу) — село в Ютазинском районе Республики Татарстан, административный центр Уруссинского сельского поселения.

## География
Село находится на реке Атамбей, в 5 км к западу от посёлка городского типа Уруссу. 

## История
Село основано в XVIII веке. 
В XVIII — первой половине XIX веков жители относились к категориям тептярей и государственных крестьян. Занимались земледелием, разведением скота, мукомольным промыслом. 
В «Списке населенных мест по сведениям 1859 года», изданном в 1864 году, населённый пункт упомянут как казённая и башкирская деревня Уруссы 4-го стана Бугульминского уезда Самарской губернии. Располагалась при речке Ютазе, по левую сторону почтового тракта из Бугульмы в Уфу, в 37 верстах от уездного города Бугульмы и в 18 верстах от становой квартиры в казённом селе Ефановка (Крым-Сарай, Орловка, Хуторское). В деревне в 109 дворах жили 807 человек (398 мужчин и 409 женщин). Была мечеть.
В начале XX века в селе функционировали 2 мечети, крупное медресе (до 200 учащихся), 4 водяные мельницы. В этот период земельный надел сельской общины составлял 2408 десятин. 
До 1920 года село входило в Александровскую волость Бугульминского уезда Самарской губернии. С 1920 года в составе Бугульминского кантона ТАССР. С 10 августа 1930 года в Бавлинском, с 10 февраля 1935 года в Ютазинском, с 1 февраля 1963 года в Бугульминском, с 12 января 1965 года в Бавлинском, с 6 апреля 1991 года в Ютазинском районах.

## Население
| 1859 | 1889 | 1897 | 1910 | 1920 | 1922 | 1926 | 1938 | 1949 | 1958 | 1970 | 1979 | 1989 | 2002 | 2008 | 2010 |
| ---- | ---- | ---- | ---- | ---- | ---- | ---- | ---- | ---- | ---- | ---- | ---- | ---- | ---- | ---- | ---- |
| 807  | 1443 | 1637 | 2100 | 648  | 2247 | 1556 | 1363 | 1213 | 1005 | 913  | 909  | 809  | 835  | 824  | 813  |

Национальный состав села: татары.

## Экономика
Жители занимаются полеводством, молочным скотоводством, свиноводством. Действуют ООО «Тан», КФХ «Ильдан».

## Инфраструктура
Средняя школа, дом культуры, библиотека, детский сад, фельдшерско-акушерский пункт, отделение почтовой связи, магазины (РПС и частный), опорный пункт полиции. Село полностью газифицировано, телефонизировано.

## Религия
Мечеть.